# Perwomaiskoje (Dagestan, Chassawjurt)
Perwomaiskoje (russisch Первомайское) ist ein Dorf in der Republik Dagestan in (Russland) an der Grenze zur Republik Tschetschenien mit 1228 Einwohnern (Stand 14. Oktober 2010).

## Geschichte
Am 9. Januar 1996 überfiel ein Kommando tschetschenischer Terroristen ein Krankenhaus im dagestanischen Kisljar und nahm schätzungsweise 3000 Geiseln. Die Geiselnehmer forderten den Rückzug der russischen Truppen aus Tschetschenien. Das Kommando verließ das Krankenhaus mit 160 Geiseln und verschanzte sich in Perwomaiskoje. Russische Spezialeinheiten schossen das Dorf am 16. Januar 1996 in Brand. Mindestens 150 Menschen, darunter eine große Zahl von Geiselnehmern, kamen dabei ums Leben. Nach Angaben der russischen Regierung wurden 82 Geiseln befreit. Der mutmaßliche Anführer des Kommandos, Salman Radujew, konnte entkommen.